# Peter Ozsváth
Peter Steven Ozsváth (Dallas, 20 de outubro de 1967) é um matemático estadunidense.
é professor de matemática da Universidade de Princeton. Criou, em parceria com Zoltán Szabó, a homologia de Heegaard Floer, uma teoria homológica para 3-variedades.
Obteve um Ph.D. na Universidade de Princeton, orientado por John Willard Morgan, com a tese On Blowup Formulas For SU(2) Donaldson Polynomials.

## Publicações selecionadas
- Ozsváth, Peter; Szabó, Zoltán (2004). «Holomorphic disks and topological invariants for closed three-manifolds». Ann. of Math. 159 (3): 1027–1158
- Ozsváth, Peter; Szabó, Zoltán (2004). «Holomorphic disks and three-manifold invariants: properties and applications». Ann. of Math. 159 (3): 1159–1245